# 許天寵
許天寵（？—1678年），祖籍不詳，清朝軍事將領。
崇德三年，任三等阿思哈尼哈番。順治七年，任都督同知、續順公下中路總兵官。順治十一年，任湖廣中路總兵官。順治十五年，任福建隨征中路總兵官。順治十八年，任河南提督。康熙七年，任山東提督。康熙十五年，任太子太保、廣東水路提督。